# Nus (Vale de Aosta)
Nus é uma comuna italiana da região do Vale de Aosta com cerca de 2.577 habitantes. Estende-se por uma área de 57 km², tendo uma densidade populacional de 45 hab/km². Faz fronteira com Bionaz, Fénis, Oyace, Quart, Saint-Marcel, Torgnon, Verrayes.

## Demografia
| Variação demográfica do município entre 1861 e 2011                               |
|                                                                                   |
| Fonte: Istituto Nazionale di Statistica (ISTAT) - Elaboração gráfica da Wikipedia |